# Parque del Artista (Itagüí)
El Parque del Artista  es un parque emblemático en el centro del municipio de Itagüí – Colombia  ubicado en la  carrera 52 con calle 60.
En este parque se encuentra una de las esculturas del maestro Salvador Arango. Quizás uno de los escultores más importantes de Colombia.

## Nacimiento
El parque surge como homenaje a los artistas. La construcción del mismo duro aproximadamente dos años entre los periodos  1991 -  1993.

## Características
El parque tiene una escultura en el centro del escultor colombiano Salvador Arango; La obra se llama: Reto.  El parque se ha convertido desde su fundación en un símbolo para la ciudad, donde se desarrollan eventos culturales, además de las fiestas de Navidad; con abundantes luces y adornos navideños, es tal vez uno de los sitios más importantes para estas fechas.